# Christopher Robinson
Christopher Robinson, född 1763 i Virginia, död 2 november 1798 i York, var soldat, jurist och politiker i Övre Kanada.